# Aleja Chińska (Łazienki Królewskie)

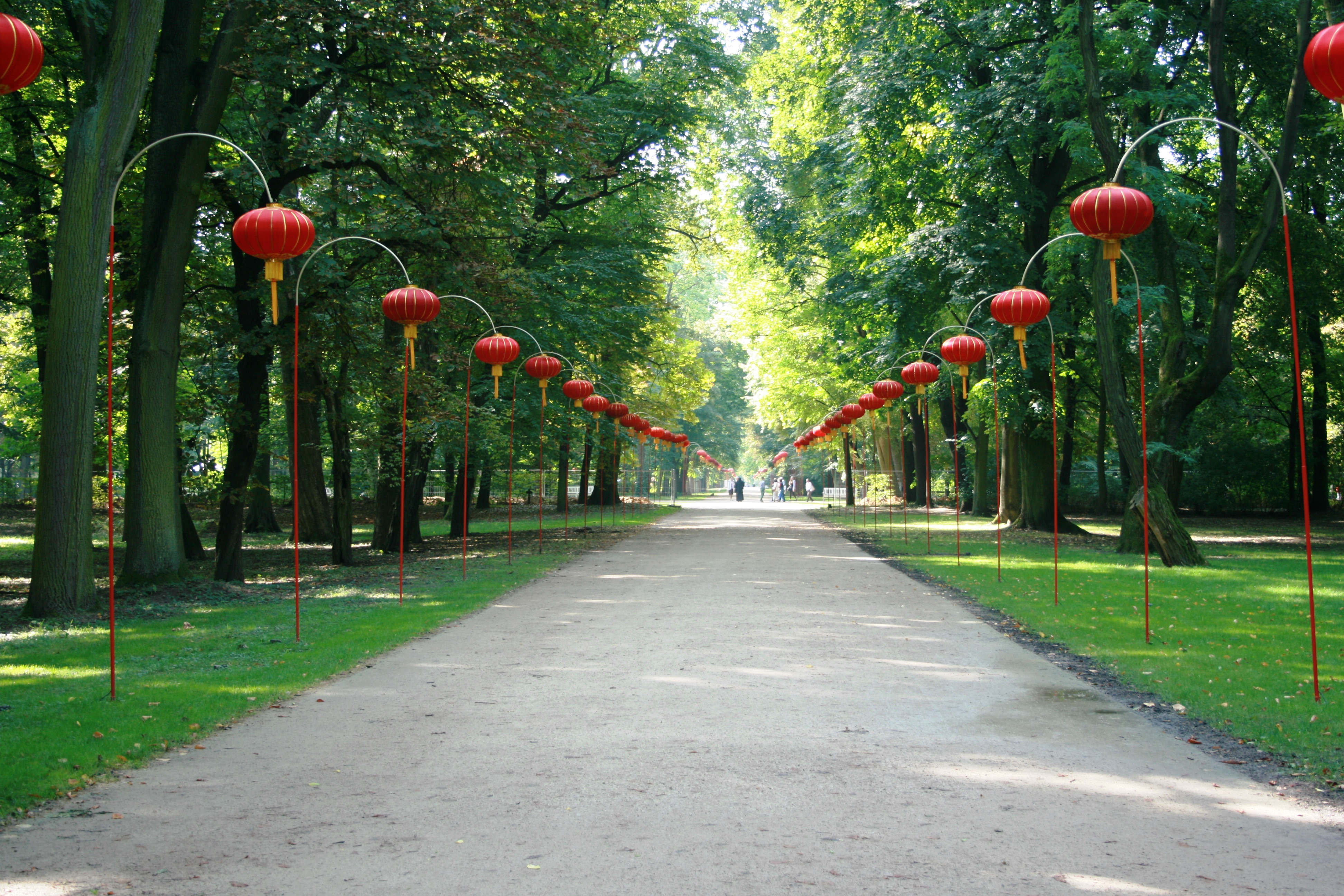
Aleja Chińska w Łazienkach Królewskich w Warszawie (2014)

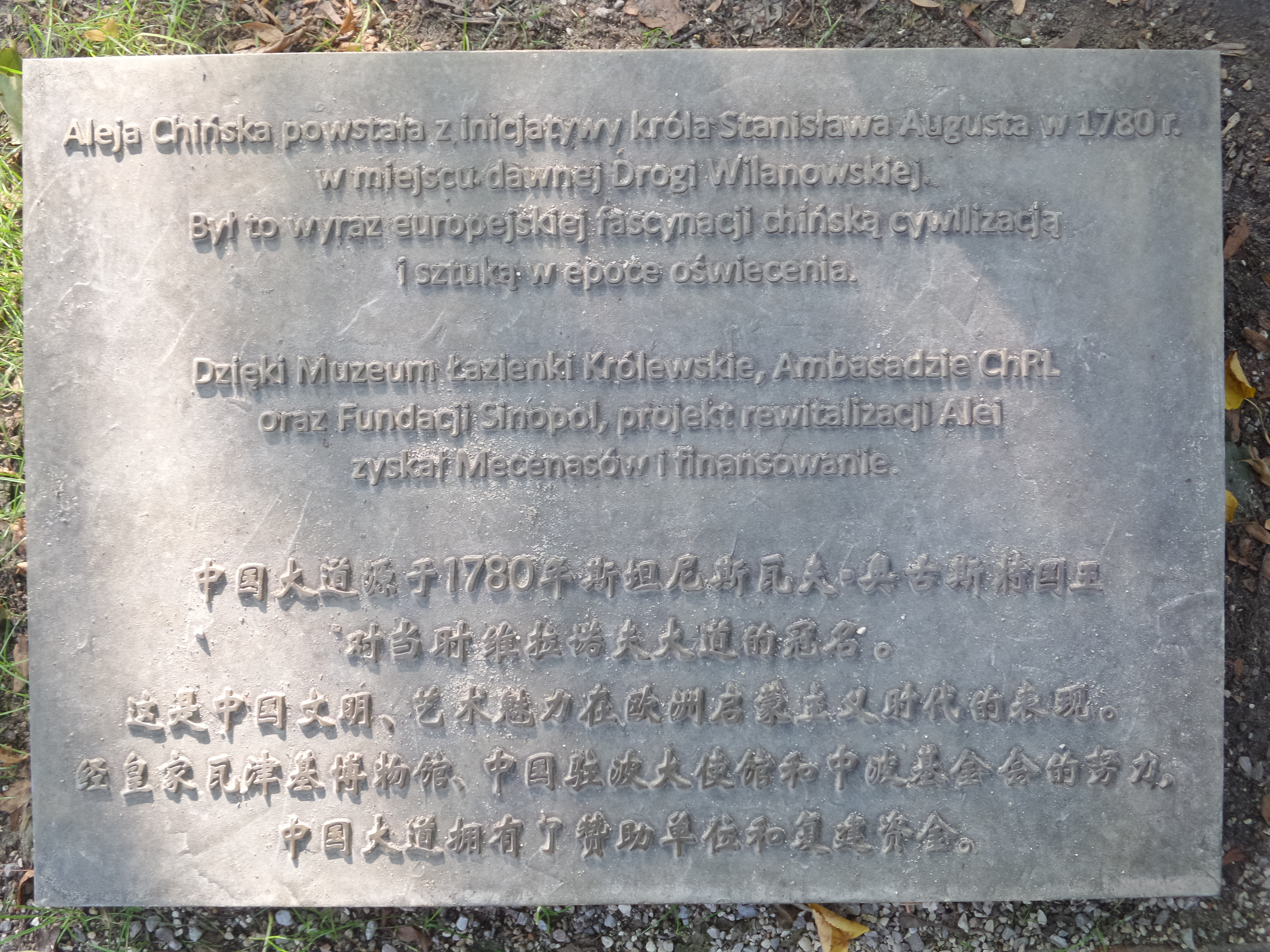
Tablica informacyjna w Alei Chińskiej (2016)

Aleja Chińska – główna aleja Łazienek Królewskich w Warszawie, stanowiąca oś centralną parku łączącą jego północną i południową część. Aleja Chińska powstała w latach 80. XVIII wieku na bazie dawnej Drogi Wilanowskiej. Inicjatorem utworzenia Alei był król Polski Stanisław II August. Obecna długość Alei Chińskiej wynosi 1130 metrów.

## Historia
Dawna Droga Wilanowska była prostą drogą dojazdową łączącą Zamek Ujazdowski z Wilanowem. W latach 80. XVIII wieku, pod wpływem panującej w najwyższych sferach europejskich społeczeństw mody na tzw. chinoiserie (fascynacja Dalekim Wschodem, w szczególności zaś Chinami i tamtejszą estetyką), Drogę Wilanowską przemianowano na Aleję Chińską oraz ozdobiono licznymi elementami w stylu chińskim.
Po obu stronach Alei Chińskiej, w Łazienkach Królewskich, stanęły chińskie altany, mostki, pergole. Wzdłuż odcinka Alei zasadzono również egzotyczną roślinność. Nad Aleją, w miejscu jej skrzyżowania z Promenadą Królewską wybudowano Most Chiński według projektu Jana Chrystiana Kamsetzera, stanowiący kładkę dla odwiedzających Łazienki Królewskie, pozwalającą im na bezproblemowe pokonanie drogi dojazdowej. Most Chiński zachował się do 1823.
W XIX i XX wieku Aleja Chińska została ograniczona jedynie do odcinka biegnącego przez Łazienki Królewskie. W XX wieku gruntową nawierzchnię zastąpiono nawierzchnią asfaltową. Aleja stopniowo traciła swój orientalny charakter.

## Rewitalizacja
W XXI wieku otwarty został nowy rozdział w dziejach Alei Chińskiej. W 2011, z inicjatywy Fundacji Chińsko-Polskiej Wymiany Gospodarczej i Kulturalnej, podpisane zostało czterostronne porozumienie, na podstawie którego współpracujące ze sobą od wielu lat firmy KGHM Polska Miedź oraz China Minmetals Corporation podjęły się sfinansowania w dużej mierze rewitalizacji Alei Chińskiej.
Alei przywrócono dawną świetność, m.in. wymieniając asfaltową nawierzchnię na bardziej adekwatną historycznie nawierzchnię gruntową. Aleję przyozdobiono lampionami w chińskim stylu, zaś w jej północnej części, w pobliżu dawnej lokalizacji Mostu Chińskiego, wybudowano Ogród Chiński według projektu profesora Edwarda Bartmana. Budowa Ogrodu Chińskiego odbyła się we współpracy z Muzeum Rezydencji Księcia Gonga w Pekinie.
Prace nad rewitalizacją Alei Chińskiej i budową Ogrodu Chińskiego trwały w latach 2012–2014.